# División Intermedia (Callao) 1936
La División Intermedia del Callao, fue quinta edición del campeonato de 1936. La División Intermedia fue la segunda categoría del fútbol del Callao, debajo de la Primera División Provincial del Callao. 

## Historia
En la temporada 1936, se brindó dos ascensos a los mejores equipos del campeonato a la Primera División Provincial del Callao. Para este torneo KDT Nacional participó fusionado con Federico Fernandini (luego participaría como equipo independiente en los años siguientes).
Los equipos chalacos: el Unión Estrella y el Social San Carlos, logran el campeonato y subcampeonato respectivamente. No hubo descenso.

## Equipos participantes
- Unión Estrella - Campeón y asciende a la Primera del Callao 1937
- Social San Carlos - Subcampeón y asciende a la Primera del Callao 1937
- Atlético América
- Oriental Deportes
- Sportivo Palermo
- Deportivo Corsario
- KDT Nacional - Federico Fernandini
- Marcelo Pastor
- Unión Zorrilla
- Boca Juniors Callao

## Nota
- En 1936, se reestablece el torneo de la Segunda División Provincial del Callao.
- Del 1935 a 1940, la Tercera División Provincial del Callao se mantuvo sin operar.

## Enlaces
- Datos: Q122901849